# کت وون دی
کت وون دی (به انگلیسی: Kat Von D) (زاده ۸ مارس ۱۹۸۲) هنرمند تتو، مدل، موسیقی دان آمریکایی است.